# Арон бен Йосиф Сасон
Арон бен Йосиф Сасон е еврейски духовник, равин и талмудически писател от Османската империя, живял през втората половина на XVI век.

## Биография
Роден е в средата на XVI век, вероятно в Солун, където получава равинско образование при видния учен Мордекай Маталон. През последните десетилетия на века Арон бен Йосиф се занимава с преподаване и някои от учениците му, като Хаим Шабетай, стават видни равини в Империята. Автор е на много книги, повечето от които изгарят в големия пожар в Цариград в 1606 година.
С учениците си и със свои колеги Арон бен Йосиф поддържа активна кореспонденция по талмудически въпроси, чието основно съдържание (232 отговора) е публикувано от сина му Йосиф Сасон в 1625 или 1626 година във Венеция под заглавието „Торат Емет“ (Закон на истината). Във въведението на книгата са споменати негови коментари върху „Яд Хазака“ на Моисей Маймонид и върху „Тур“ на Яков бен Ашер, както и негови трактати на различни проблеми на Халаха, които явно не са публикувани и са загубени. Изглежда трудът „Сефат Емет“ (Устна на истината), който според свидетелството на Шабетай Бас съдържа коментари върху Талмуда и Тосафота, е написан от Арон бен Йосиф Сасон, а не от внук му Арон бен Исак Сасон. Това предположение се подкрепя донякъде от заглавието „Сефат Емет“, което кореспондира със заглавието на колекцията от отговори, както и с твърдението му във въведението на „Торат Емет“, че той е писал коментари върху Талмуда.
Умира малко преди 1626 година.